# سیارک ۵۸۷۱
سیارک ۵۸۷۱ (به انگلیسی: 5871 Bobbell، نامگذاری:1989CE2) پنج هزار و هشتصد و هفتاد و یکمین سیارک کشف شده‌است که در ۱۱ فوریه ۱۹۸۹ کشف شد.
قدر مطلق سیارک برابر ۱۳٫۹۰ است.